# 1341年
| 千纪： | 2千纪 |
| 世纪： | 13世纪 \| 14世纪 \| 15世纪                                                                                 |
| 年代： | 1310年代 \| 1320年代 \| 1330年代 \| 1340年代 \| 1350年代 \| 1360年代 \| 1370年代                           |
| 年份： | 1336年 \| 1337年 \| 1338年 \| 1339年 \| 1340年 \| 1341年 \| 1342年 \| 1343年 \| 1344年 \| 1345年 \| 1346年 |
| 纪年： | 辛巳年（蛇年）；元至元七年，至正元年；越南開祐十三年，紹豐元年；日本南朝興國二年，北朝曆應四年             |

## 大事记
- 元順帝改元至正，同年脫脫更化。
- 英國與法蘭西王國簽訂為期5年的停戰協議，直到1346年。
- 4月30日——布列塔尼公爵約翰三世去世，大多數的貴族和英國國王愛德華三世支持讓·德·蒙福爾，法國國王腓力六世聽聞讓·德·蒙福爾接待英格蘭使者後，立刻決定支持外甥夏爾·德·布盧瓦，布列塔尼繼承戰爭爆發。
- 6月15日——拜占庭帝國皇帝安德洛尼卡三世之子約翰五世即位。

## 逝世
- 約翰三世（1286生），布列塔尼公爵。
- 安德洛尼卡三世（1297年－1341年，44岁），東羅馬帝國皇帝。
- 月即別，欽察汗國第九任君主，忙哥帖木兒之孫。